# Jan Ferguut
Pour les articles homonymes, voir Jan et Van Droogenbroeck.
Jan Amandus Van Droogenbroeck (Saint-Amand, 17 janvier 1835 - Schaerbeek, 27 mai 1902), pseudonyme Jan Ferguut est un poète et écrivain flamand.
Il enseigna le solfège et fut, en tant que fonctionnaire, chef de division au ministère de l'intérieur et de l'instruction publique.
Il a été élève de Jan Van Beers à l'école normale de Lierre et côtoya Johan Michiel Dautzenberg. Jan Van Droogenbroeck collabora aux magazines De Toekomst, Noord en Zuid, et Het Nederlandsch Tijdschrift.
Une rue de Schaerbeek porte son nom.

## Œuvres
- Makamen en ghazelen (1866)
- Ondine (1867
- Dit zijn zonnestralen (1873)
- Torquato Tasso's dood (1873)
- Camoens (1879)
- De morgen (1887)
- Spreuken en sproken (1891)
- Gedichten (1894)

## Sources
- (en) Cet article est partiellement ou en totalité issu de l’article de Wikipédia en anglais intitulé « Jan Ferguut » (voir la liste des auteurs).